# 橋本清之助
橋本 清之助（はしもと せいのすけ、1894年(明治27年)2月9日 - 1981年(昭和56年)7月10日）は、日本の政治運動家。翼賛政治体制協議会・翼賛政治会事務局長。第二次世界大戦後は日本原子力産業会議初代事務局長を務める。
日本の原子力産業界において隠然たる力を発揮した人物として知られる。その一方で、「われわれ原子力関係者は社会と ファウスト的契約を結んだ。すなわち、われわれは社会に原子力という豊富なエネルギー源を与え、それと引きかえに、これが制御されないときに、恐るべき災害を招くという潜在的副作用を与えたのである」との言葉を残したと伝えられる。

## 略歴
- 1894年2月9日 - 東京市神田区（現・東京都千代田区）東大工町に、鉄物商・橋本久次郎の長男として生まれる。
- 1906年 - 日本橋区（現・東京都中央区）十思小学校高等科中退。外国航路船員を目指して「東京航海学校」で学んだり、社会教育団体「修養団」の仕事を手伝うなどする。
- 1911年 - 静岡県藤枝町の「私立育英学校」の助教師となる。この地で修養団の支部立ち上げに奔走し、その過程で静岡県安倍郡長の田澤義鋪と知り合う。
- その後第一銀行大阪支店勤務、静岡民友新聞社記者、兵役を経て、1917年時事新報社記者となる。横浜支局長、ドイツ特派員を務める。
- 1923年 - 時事新報社退社。田澤義鋪が主宰する「新政社」に参加し、雑誌『新政』の編集に携わる。国民の政治教育の重要性を主張する論説を数多く発表していた。
- 1925年 - 田澤、後藤文夫、丸山鶴吉ら内務官僚が中心となって結成された団体「新日本同盟」に参加。運営実務を担当する。
- 1932年 - 後藤文夫農林大臣秘書官。
- 1934年 - 後藤文夫内務大臣秘書官。
- 1936年 - 財団法人農村更生協会常任理事。昭和研究会にも加わり活動する。
- 1942年 - 翼賛政治体制協議会事務局長。大政翼賛会候補者推薦方法の立案に関与。翼賛選挙後、引き続き翼賛政治会事務局長を務める。
- 1944年 - 貴族院議員に勅選（5月18日[2] - 1946年2月16日[3]）。
- 1946年 - 公職追放。
- 1948年 - 巣鴨拘置所から出所した後藤文夫より、米国の原子力発電事情について聞かされる。なお、日本における「原子力発電の父」正力松太郎に最初に原子力の知識を授けたのは橋本だという[4]。
- 1951年 - 公職追放解除。
- 1952年 - 日本発送電総裁小坂順造の推挙により、財団法人日本電力経済研究所常任理事に就任。
- 1955年 - 原子力平和利用調査会常任理事。
- 1956年 - 財団法人日本原子力産業会議常任理事兼事務局長。
- 1972年 - 勲一等瑞宝章受章。
- 1981年7月10日 - 東京電力病院（東京都新宿区）にて老衰のため逝去。享年87。